# Condado de Monongalia
O Condado de Monongalia (em inglês:  Monongalia County) é um dos 55 condados do estado norte-americano da Virgínia Ocidental. A sede e maior cidade do condado é Morgantown. Foi fundado em 1776 e nomeado a partir do nome latinizado do rio Monongahela.
O condado possui uma área de 948 km², dos quais 932 km² estão cobertos por terra e 15 km² por água, uma população de 96 189 habitantes, e uma densidade populacional de 103,1 hab/km² (segundo o censo nacional de 2010). É o quarto condado mais populoso da Virgínia Ocidental.
O limite norte deste condado assenta sobre a linha Mason-Dixon.